# J.P. Kepka
J.P. Kepka, właśc. John Paul Kepka (ur. 6 marca 1984 w Saint Louis) – amerykański łyżwiarz szybki specjalizujący się w short tracku, brązowy medalista igrzysk olimpijskich, medalista mistrzostw świata.
W lutym 2002 roku pojechał na igrzyska olimpijskie w Salt Lake City, gdzie miał wystąpić w biegu sztafetowym. Ostatecznie jednak nie wziął udziału w zawodach. Cztery lata później wystąpił na igrzyskach olimpijskich w Turynie, na których zdobył brązowy medal olimpijski w sztafecie (razem z nim w tej konkurencji wystartowali Rusty Smith, Alex Izykowski i Apolo Ohno).
W 2006 roku zdobył brązowy medal mistrzostw świata w sztafecie, w 2008 roku złoty medal drużynowych mistrzostw świata, a w 2003 roku srebrny medal mistrzostw świata juniorów w sztafecie. Ponadto w 2005 roku zajął drugie miejsce w wieloboju podczas mistrzostw Stanów Zjednoczonych w short tracku.